# Staatsgründung
Die Staatsgründung bezeichnet den formalen Akt der Gründung eines neuen Staates oder eines Nachfolgestaates. Erforderlich ist zumindest die Festlegung des Staatsgebietes und seiner territorialen Grenzen sowie die Proklamation des neu entstehenden Staates. 
Die Proklamation schließt das Gesuch der Anerkennung des Neustaates durch die Staaten der Weltgemeinschaft ein. Zur Staatsgründung kann entweder eine Verfassung oder Übergangsverfassung promulgiert worden sein oder es wird festgelegt, eine Nationalversammlung anzuberaumen, welche die Bildung einer Verfassung und die Wahl eines Staatsoberhauptes vollzieht.
Das Gegenteil zur Staatsgründung ist die Staatsauflösung.
Von der rechtlichen Staatsgründung zu unterscheiden ist die Entstehung eines Staates, sein Werden, das kein Rechtsakt ist, sondern ein historisch-soziologischer Prozess, dessen Ergebnis nach dem Effektivitätsprinzip zu beurteilen ist.